# マリアンヌ・ロワール
マリアンヌ・ロワール（Marianne Loir、1705年 - 1783年）はフランスの肖像画家である。

## 略歴
パリの金細工師の娘に生まれた。兄に画家、彫刻家となったアレクシス・ロワール3世(Alexis III Loir:1712-1785)がいて、ロワールの一族からはこの後、何人かの芸術家が生まれることになる。少女時代から、画家のジャン＝フランソワ・ド・トロワの工房で修行し、ド・トロワが1738年に在ローマ・フランス・アカデミーの校長に任じられると、ド・トロワと共にローマに移り、1746年までローマに滞在した。パリに戻り、9年間パリで活動した後、1755年にプロヴァンス地方や、トゥールーズやポーで活動し、マルセイユの美術アカデミーの会員になった。

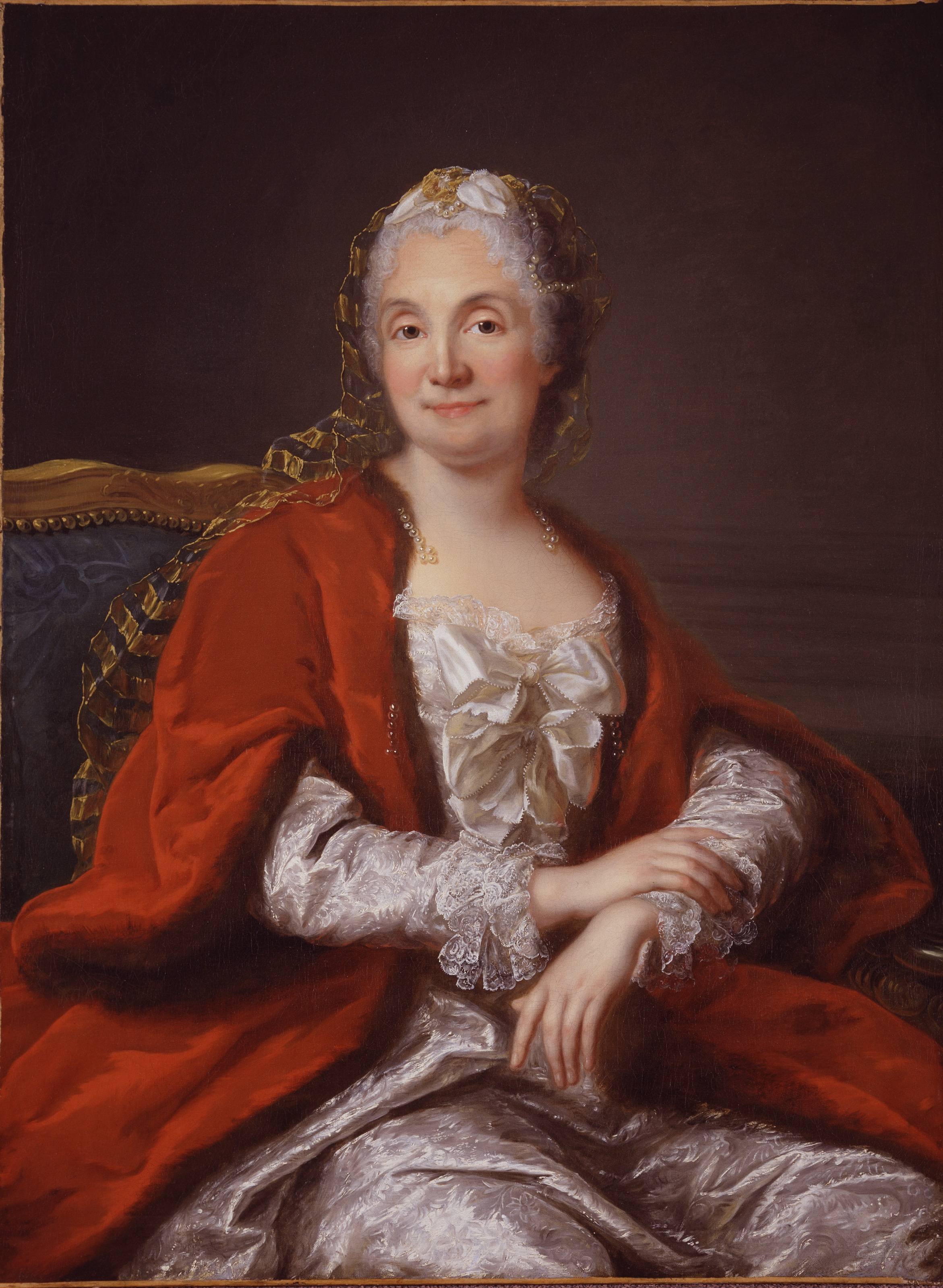
「マダム・ジョフランの肖像」
(c.1760) 国立女性美術館蔵

1763年にパリに戻り、その年の9月、Antoine Duplasという女性の肖像画を残している。1765年に再びプロバンスに移り1769年に亡くなったとされる。
署名のある作品で残されているものは10点で、1745年から1765年の間に描かれた。作品はワシントンの国立女性美術館やボルドー美術館などに、収蔵されている。

## 作品

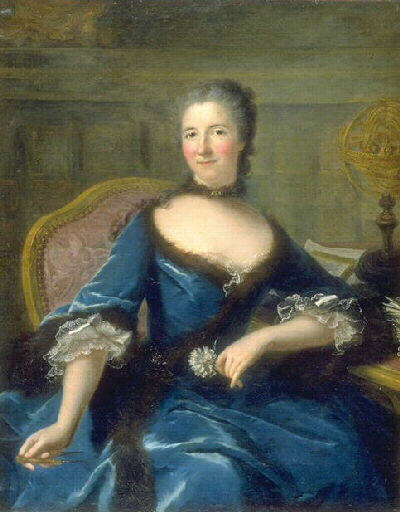
エミリー・デュ・シャトレの肖像 (c.1748)
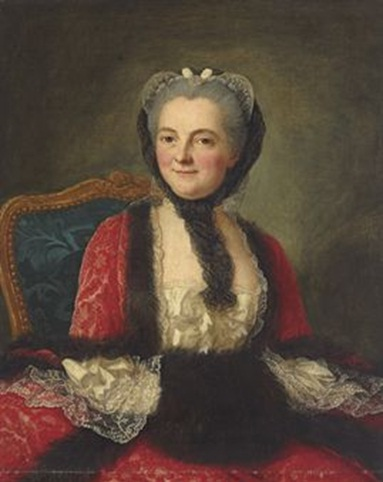
女性の肖像画
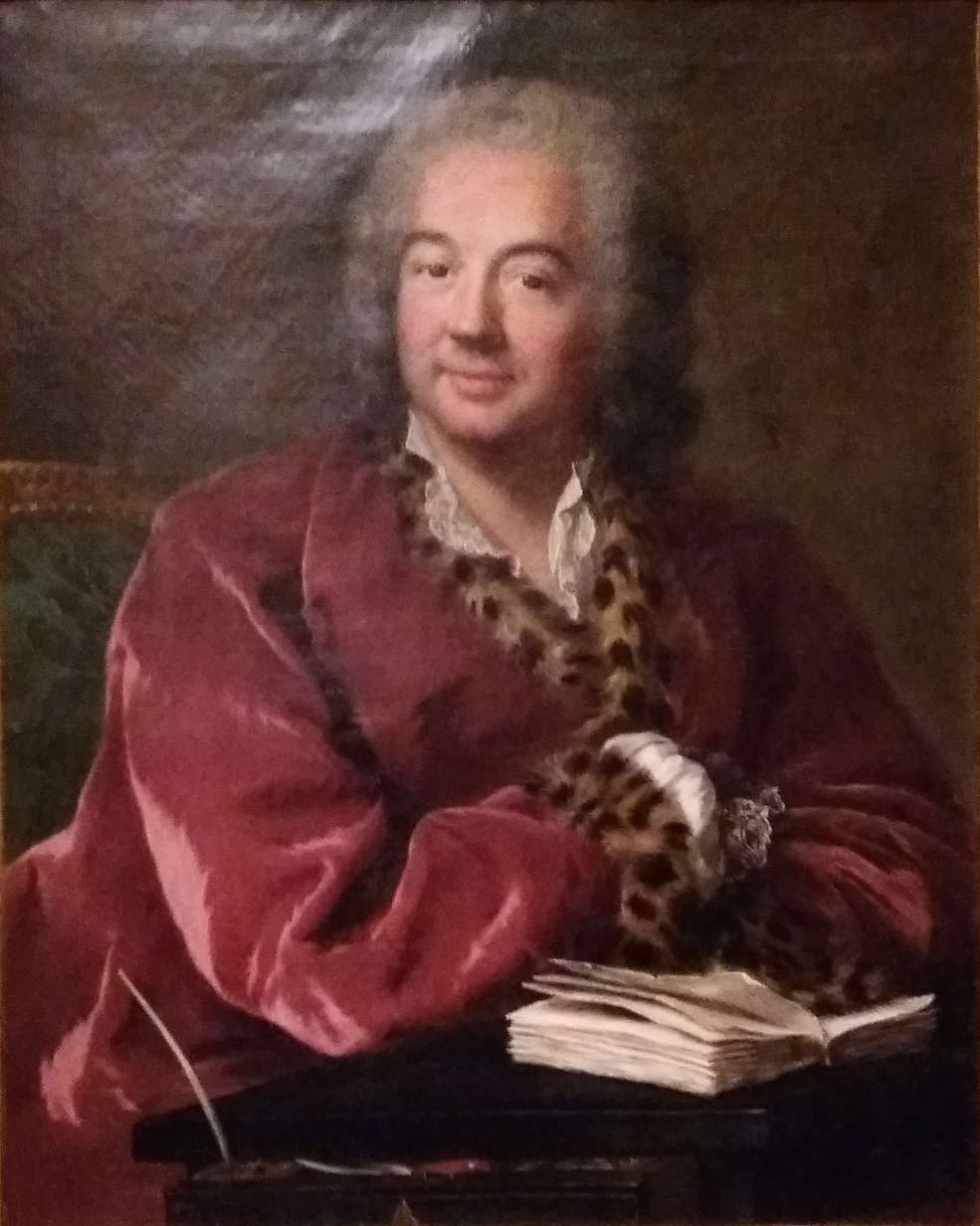
ラヴァルの領主、ジャン・デ・ラ・クロワの肖像